# WTA Тур 2001
WTA Тур 2001 (англ. 2001 Women's Tennis Association Tour) — элитный тур теннисистов-профессионалов, организованный Женской теннисной ассоциацией (WTA). В 2001 году календарь проводился 29-й раз и включал:
- 4 турнира Большого шлема (проводится Международной федерацией тенниса);
- Финал мирового тура в Мюнхене, Германия;
- 9 турниров 1-й категории;
- 17 турниров 2-й категории;
- 17 турниров 3-й категории;
- 7 турниров 4-й категории;
- 8 турниров 5-й категории;
- Кубок Федерации.

## Расписание WTA Тура 2001 года
Ниже представлено полное расписание соревнований WTA Тура 2001 года, со списком победителей и финалистов для одиночных и парных соревнований.
| Турнир Большого шлема |
| Турниры WTA           |

### Январь
| Неделя    | Турнир | Чемпионки (Счёт финала)                       | Финалистки                                 |
| --------- | --- | --------------------------------------------- | ------------------------------------------ |
| 1 января  | Thalgo Australian Women’s Hardcourts Голд-Кост, Австралия 3-я категория $170,000 — Хард — 30S/32Q/16D Турнир 2001                                                 | Жюстин Энен 7-6(5), 6-4                       | Сильвия Фарина Элия                        |
| 1 января  | Thalgo Australian Women’s Hardcourts Голд-Кост, Австралия 3-я категория $170,000 — Хард — 30S/32Q/16D Турнир 2001                                                 | Жанетта Гусарова Джулия Казони 7-6(9), 7-5    | Кэти Шлюкбир Меганн Шонесси                |
| 1 января  | ASB Bank Classic Окленд, Новая Зеландия 5-я категория $110,000 — Хард — 32S/32Q/16D Турнир 2001                                                                   | Мейлен Ту 7-6(10), 6-2                        | Паола Суарес                               |
| 1 января  | ASB Bank Classic Окленд, Новая Зеландия 5-я категория $110,000 — Хард — 32S/32Q/16D Турнир 2001                                                                   | Рита Гранде Александра Фусаи 7-6(4), 6-3      | Эммануэль Гальярди Барбара Шетт            |
| 8 января  | Турнир в Канберре Канберра, Австралия 3-я категория $170,000 — Хард — 32S/32Q/16D Турнир 2001                                                                     | Жюстин Энен 6-2, 6-2                          | Сандрин Тестю                              |
| 8 января  | Турнир в Канберре Канберра, Австралия 3-я категория $170,000 — Хард — 32S/32Q/16D Турнир 2001                                                                     | Николь Арендт Ай Сугияма 6-4, 7-6(2)          | Нанни де Вильерс Аннабель Эллвуд           |
| 8 января  | Adidas International Сидней, Австралия 2-я категория $565,000 — Хард — 28S/32Q/16D Турнир 2001                                                                    | Мартина Хингис 6-3, 4-6, 7-5                  | Линдсей Дэвенпорт                          |
| 8 января  | Adidas International Сидней, Австралия 2-я категория $565,000 — Хард — 28S/32Q/16D Турнир 2001                                                                    | Анна Курникова Барбара Шетт 6-2, 7-5          | Лиза Реймонд Ренне Стаббс                  |
| 8 января  | ANZ Tasmanian International Хобарт, Австралия 5-я категория $110,000 — Хард — 32S/32Q/16D Турнир 2001                                                             | Рита Гранде 0-6, 6-3, 6-3                     | Дженнифер Хопкинс                          |
| 8 января  | ANZ Tasmanian International Хобарт, Австралия 5-я категория $110,000 — Хард — 32S/32Q/16D Турнир 2001                                                             | Кара Блэк Елена Лиховцева 6-4, 6-1            | Руксандра Драгомир Вирхиния Руано Паскуаль |
| 15 января | Открытый чемпионат Австралии Мельбурн, Австралия Турнир Большого шлема $3,569,290 — Хард — 128S/96Q/64D/32X Одиночный турнир — Парный турнир Турнир смешанных пар | Дженнифер Каприати 6-4, 6-3                   | Мартина Хингис                             |
| 15 января | Открытый чемпионат Австралии Мельбурн, Австралия Турнир Большого шлема $3,569,290 — Хард — 128S/96Q/64D/32X Одиночный турнир — Парный турнир Турнир смешанных пар | Винус Уильямс Серена Уильямс 6-2, 4-6, 6-4    | Линдсей Дэвенпорт Корина Морариу           |
| 15 января | Открытый чемпионат Австралии Мельбурн, Австралия Турнир Большого шлема $3,569,290 — Хард — 128S/96Q/64D/32X Одиночный турнир — Парный турнир Турнир смешанных пар | Эллис Феррейра Корина Морариу 6-1, 6-3        | Джошуа Игл Барбара Шетт                    |
| 29 января | Toray Pan Pacific Open Токио, Япония 1-я категория $1,188,000 — Ковёр (зал) — 28S/32Q/16D Одиночный турнир — Парный турнир                                        | Линдсей Дэвенпорт 6-7(4), 6-4, 6-2            | Мартина Хингис                             |
| 29 января | Toray Pan Pacific Open Токио, Япония 1-я категория $1,188,000 — Ковёр (зал) — 28S/32Q/16D Одиночный турнир — Парный турнир                                        | Лиза Реймонд Ренне Стаббс 7-6(5), 2-6, 7-6(6) | Анна Курникова Ирода Туляганова            |

### Февраль
| Неделя     | Турнир | Чемпионки (Счёт финала)                                             | Финалистки                           |
| ---------- | --- | ------------------------------------------------------------------- | ------------------------------------ |
| 5 февраля  | Open Gaz de France Париж, Франция 2-я категория $565,000 — Хард (зал) — 28S/32Q/16D Турнир 2001           | Амели Моресмо 7-6(2), 6-1                                           | Анке Хубер                           |
| 5 февраля  | Open Gaz de France Париж, Франция 2-я категория $565,000 — Хард (зал) — 28S/32Q/16D Турнир 2001           | Ива Майоли Виржини Раззано 6-3, 7-5                                 | Кимберли По Натали Тозья             |
| 11 февраля | Открытый чемпионат Катара Доха, Катар 3-я категория $170,000 — Хард — 30S/32Q/16D Турнир 2001             | Мартина Хингис 6-3, 6-2                                             | Сандрин Тестю                        |
| 11 февраля | Открытый чемпионат Катара Доха, Катар 3-я категория $170,000 — Хард — 30S/32Q/16D Турнир 2001             | Роберта Винчи Сандрин Тестю 7-5, 7-6(4)                             | Кристи Богерт Мириам Ореманс         |
| 11 февраля | Турнир в Ницце Ницца, Франция 2-я категория $565,000 — Хард (зал) — 28S/32Q/16D Турнир 2001               | Амели Моресмо 6-2, 6-0                                              | Магдалена Малеева                    |
| 11 февраля | Турнир в Ницце Ницца, Франция 2-я категория $565,000 — Хард (зал) — 28S/32Q/16D Турнир 2001               | Эмили Луа Анн-Гаэль Сидо 1-6, 6-2, 6-0                              | Кимберли По Натали Тозья             |
| 19 февраля | Copa Colsanitas Богота, Колумбия 3-я категория $170,000 — Грунт — 30S/32Q/16D Турнир 2001                 | Паола Суарес 6-2, 6-4                                               | Рита Кути-Киш                        |
| 19 февраля | Copa Colsanitas Богота, Колумбия 3-я категория $170,000 — Грунт — 30S/32Q/16D Турнир 2001                 | Татьяна Гарбин Жанетта Гусарова 6-4, 2-6, 6-4                       | Лаура Монтальво Паола Суарес         |
| 19 февраля | Теннисный чемпионат Дубая Дубай, ОАЭ 2-я категория $565,000 — Хард — 28S/32Q/16D Турнир 2001              | Мартина Хингис 6-4, 6-4                                             | Натали Тозья                         |
| 19 февраля | Теннисный чемпионат Дубая Дубай, ОАЭ 2-я категория $565,000 — Хард — 28S/32Q/16D Турнир 2001              | Яюк Басуки Каролина Вис 6-0, 4-6, 6-2                               | Карина Габшудова Оса Карлссон        |
| 19 февраля | IGA U.S. Indoor Оклахома-Сити, США 3-я категория $170,000 — Хард (зал) — 30S/32Q/16D Турнир 2001          | Моника Селеш 6-3, 5-7, 6-2                                          | Дженнифер Каприати                   |
| 19 февраля | IGA U.S. Indoor Оклахома-Сити, США 3-я категория $170,000 — Хард (зал) — 30S/32Q/16D Турнир 2001          | Аманда Кётцер Лори Макнил 6-3, 2-6, 6-0                             | Джанет Ли Винна Пракуся              |
| 26 февраля | Открытый чемпионат Мексики Акапулько, Мексика 3-я категория $170,000 — Грунт — 30S/30Q/16D Турнир 2001    | Аманда Кётцер 2-6, 6-1, 6-2                                         | Елена Дементьева                     |
| 26 февраля | Открытый чемпионат Мексики Акапулько, Мексика 3-я категория $170,000 — Грунт — 30S/30Q/16D Турнир 2001    | Мария Хосе Мартинес Санчес Анабель Медина Гарригес 6-4, 6-7(5), 7-5 | Вирхиния Руано Паскуаль Паола Суарес |
| 26 февраля | State Farm Women's Tennis Classic Скоттсдейл, США 2-я категория $565,000 — Хард — 28S/32Q/16D Турнир 2001 | Линдсей Дэвенпорт 6-2, 6-3                                          | Меган Шонесси                        |
| 26 февраля | State Farm Women's Tennis Classic Скоттсдейл, США 2-я категория $565,000 — Хард — 28S/32Q/16D Турнир 2001 | Лиза Реймонд Ренне Стаббс Без игры                                  | Ким Клейстерс Меган Шонесси          |

### Март
| Неделя   | Турнир | Чемпионки (Счёт финала)                     | Финалистки                           |
| -------- | --- | ------------------------------------------- | ------------------------------------ |
| 5 марта  | Pacific Life Open Индиан-Уэллс, США 1-я категория $2,000,000 — Хард — 96S/48Q/32D Одиночный турнир — Парный турнир | Серена Уильямс 4-6, 6-4, 6-2                | Ким Клейстерс                        |
| 5 марта  | Pacific Life Open Индиан-Уэллс, США 1-я категория $2,000,000 — Хард — 96S/48Q/32D Одиночный турнир — Парный турнир | Николь Арендт Ай Сугияма 6-4, 6-4           | Вирхиния Руано Паскуаль Паола Суарес |
| 19 марта | Ericsson Open Майами, США 1-я категория $2,720,000 — Хард — 96S/48Q/32D Одиночный турнир — Парный турнир           | Винус Уильямс 4-6, 6-1, 7-6(4)              | Дженнифер Каприати                   |
| 19 марта | Ericsson Open Майами, США 1-я категория $2,720,000 — Хард — 96S/48Q/32D Одиночный турнир — Парный турнир           | Аранча Санчес Викарио Натали Тозья 6-0, 6-4 | Лиза Реймонд Ренне Стаббс            |

### Апрель
| Неделя    | Турнир | Чемпионки (Счёт финала)                                             | Финалистки                                  |
| --------- | --- | ------------------------------------------------------------------- | ------------------------------------------- |
| 2 апреля  | Открытый чемпионат Порту Порту, Португалия 4-я категория $140,000 — Грунт — 32S/32Q/16D Турнир 2001                                                       | Аранча Санчес Викарио 6-3, 6-1                                      | Маги Серна                                  |
| 2 апреля  | Открытый чемпионат Порту Порту, Португалия 4-я категория $140,000 — Грунт — 32S/32Q/16D Турнир 2001                                                       | Мария Хосе Мартинес Санчес Анабель Медина Гарригес 6-1, 6-7(5), 7-5 | Александра Фусаи Рита Гранде                |
| 9 апреля  | Bausch & Lomb Championships Амелия-Айленд, США 2-я категория $565,000 — Грунт — 56S/32Q/16D Турнир 2001                                                   | Амели Моресмо 6-4, 7-5                                              | Аманда Кётцер                               |
| 9 апреля  | Bausch & Lomb Championships Амелия-Айленд, США 2-я категория $565,000 — Грунт — 56S/32Q/16D Турнир 2001                                                   | Кончита Мартинес Патрисия Тарабини 6-4, 6-2                         | Мартина Навратилова Аранча Санчес Викарио   |
| 9 апреля  | Открытый чемпионат Эшторила Оэйраш, Португалия 4-я категория $140,000 — Грунт — 32S/32Q/16D Турнир 2001                                                   | Анхелес Монтолио 3-6, 6-3, 6-2                                      | Елена Бовина                                |
| 9 апреля  | Открытый чемпионат Эшторила Оэйраш, Португалия 4-я категория $140,000 — Грунт — 32S/32Q/16D Турнир 2001                                                   | Квета Грдличкова Барбара Риттнер 3-6, 7-5, 6-1                      | Тина Крижан Катарина Среботник              |
| 16 апреля | Гран-при Будапешта Будапешт, Венгрия 5-я категория $110,000 — Грунт — 32S/32Q/16D Турнир 2001                                                             | Магдалена Малеева 3-6, 6-2, 6-4                                     | Анна Кремер                                 |
| 16 апреля | Гран-при Будапешта Будапешт, Венгрия 5-я категория $110,000 — Грунт — 32S/32Q/16D Турнир 2001                                                             | Татьяна Гарбин Жанетта Гусарова 6-1, 6-3                            | Жофия Губачи Драгана Зарич                  |
| 16 апреля | Family Circle Cup Чарлстон, США 1-я категория $1,200,000 — Грунт — 56S/32Q/28D Одиночный турнир — Парный турнир                                           | Дженнифер Каприати 6-0, 4-6, 6-4                                    | Мартина Хингис                              |
| 16 апреля | Family Circle Cup Чарлстон, США 1-я категория $1,200,000 — Грунт — 56S/32Q/28D Одиночный турнир — Парный турнир                                           | Лиза Реймонд Ренне Стаббс 5-7, 7-6(5), 6-3                          | Вирхиния Руано Паскуаль Паола Суарес        |
| 23 апреля | Кубок Федерации 2001. 1-й раунд Бассано-дель-Граппа, Италия, Ковёр (зал) Токио, Япония, Хард (зал) Братислава, Словакия, Грунт Аделаида, Австралия, Трава | Победители Италия 4-1 Аргентина 4-1 Словакия 4-1 Австралия 5-0      | Проигравшие Хорватия Япония Венгрия Австрия |
| 30 апреля | Открытый чемпионат Хорватии Бол, Хорватия 3-я категория $170,000 — Грунт — 30S/32Q/16D Турнир 2001                                                        | Анхелес Монтолио 3-6, 6-2, 6-4                                      | Мариана Диас Олива                          |
| 30 апреля | Открытый чемпионат Хорватии Бол, Хорватия 3-я категория $170,000 — Грунт — 30S/32Q/16D Турнир 2001                                                        | Мария Хосе Мартинес Санчес Анабель Медина Гарригес 7-5, 6-4         | Надежда Петрова Тина Писник                 |
| 30 апреля | Открытый чемпионат Гамбурга Гамбург, Германия 2-я категория $565,000 — Грунт — 28S/32Q/16D Турнир 2001                                                    | Винус Уильямс 6-3, 6-0                                              | Меган Шонесси                               |
| 30 апреля | Открытый чемпионат Гамбурга Гамбург, Германия 2-я категория $565,000 — Грунт — 28S/32Q/16D Турнир 2001                                                    | Кара Блэк Елена Лиховцева 6-2, 4-6, 6-2                             | Квета Грдличкова Барбара Риттнер            |

### Май
| Неделя | Турнир | Чемпионки (Счёт финала)                               | Финалистки                     |
| ------ | --- | ----------------------------------------------------- | ------------------------------ |
| 7 мая  | Открытый чемпионат Германии Берлин, Германия 1-я категория $1,185,000 — Грунт — 56S/32Q/28D Одиночный турнир — Парный турнир                                | Амели Моресмо 6-4, 2-6, 6-3                           | Дженнифер Каприати             |
| 7 мая  | Открытый чемпионат Германии Берлин, Германия 1-я категория $1,185,000 — Грунт — 56S/32Q/28D Одиночный турнир — Парный турнир                                | Элс Калленс Меган Шонесси 6-4, 6-3                    | Кара Блэк Елена Лиховцева      |
| 14 мая | Кубок Фландрии Антверпен, Бельгия 5-я категория $110,000 — Грунт — 32S/32Q/16D Турнир 2001                                                                  | Барбара Риттнер 6-3, 6-2                              | Клара Коукалова                |
| 14 мая | Кубок Фландрии Антверпен, Бельгия 5-я категория $110,000 — Грунт — 32S/32Q/16D Турнир 2001                                                                  | Элс Калленс Вирхиния Руано Паскуаль 6-3, 3-6, 6-4     | Кристи Богерт Мириам Ореманс   |
| 14 мая | Открытый чемпионат Италии Рим, Италия 1-я категория $1,200,000 — Грунт — 56S/48Q/28D Одиночный турнир — Парный турнир                                       | Елена Докич 7-6(3), 6-1                               | Амели Моресмо                  |
| 14 мая | Открытый чемпионат Италии Рим, Италия 1-я категория $1,200,000 — Грунт — 56S/48Q/28D Одиночный турнир — Парный турнир                                       | Кара Блэк Елена Лиховцева 6-1, 6-1                    | Паола Суарес Патрисия Тарабини |
| 21 мая | Открытый чемпионат Испании Мадрид, Испания 3-я категория $170,000 — Грунт — 30S/32Q/16D Турнир 2001                                                         | Аранча Санчес Викарио 7-5, 6-0                        | Анхелес Монтолио               |
| 21 мая | Открытый чемпионат Испании Мадрид, Испания 3-я категория $170,000 — Грунт — 30S/32Q/16D Турнир 2001                                                         | Вирхиния Руано Паскуаль Паола Суарес 7-5, 2-6, 7-6(4) | Лиза Реймонд Ренне Стаббс      |
| 21 мая | Международный теннисный турнир в Страсбурге Страсбург, Франция 3-я категория $170,000 — Грунт — 30S/32Q/16D Турнир 2001                                     | Сильвия Фарина-Элиа 7-5, 0-6, 6-4                     | Анке Хубер                     |
| 21 мая | Международный теннисный турнир в Страсбурге Страсбург, Франция 3-я категория $170,000 — Грунт — 30S/32Q/16D Турнир 2001                                     | Ирода Туляганова Сильвия Фарина-Элиа 6-1, 7-6(0)      | Аманда Кётцер Лори Макнил      |
| 28 мая | Открытый чемпионат Франции Париж, Франция Турнир Большого шлема $3,745,147 — Грунт — 128S/96Q/64D/32X Одиночный турнир — Парный турнир Турнир смешанных пар | Дженнифер Каприати 1-6, 6-4, 12-10                    | Ким Клейстерс                  |
| 28 мая | Открытый чемпионат Франции Париж, Франция Турнир Большого шлема $3,745,147 — Грунт — 128S/96Q/64D/32X Одиночный турнир — Парный турнир Турнир смешанных пар | Вирхиния Руано Паскуаль Паола Суарес 6-2, 6-1         | Елена Докич Кончита Мартинес   |
| 28 мая | Открытый чемпионат Франции Париж, Франция Турнир Большого шлема $3,745,147 — Грунт — 128S/96Q/64D/32X Одиночный турнир — Парный турнир Турнир смешанных пар | Томас Карбонелл Вирхиния Руано Паскуаль 7-5, 6-3      | Жайми Онсинс Паола Суарес      |

### Июнь
| Неделя  | Турнир | Чемпионки (Счёт финала)                                     | Финалистки                        |
| ------- | --- | ----------------------------------------------------------- | --------------------------------- |
| 11 июня | DFS Classic Бирмингем, Великобритания 3-я категория $170,000 — Трава — 56S/32Q/16D Турнир 2001                                                                 | Натали Тозья 6-3, 7-5                                       | Мириам Ореманс                    |
| 11 июня | DFS Classic Бирмингем, Великобритания 3-я категория $170,000 — Трава — 56S/32Q/16D Турнир 2001                                                                 | Кара Блэк Елена Лиховцева 6-1, 6-2                          | Кимберли По-Мессерли Натали Тозья |
| 11 июня | Открытый чемпионат Ташкента Ташкент, Узбекистан 4-я категория $140,000 — Хард — 32S/32Q/16D Турнир 2001                                                        | Бьянка Ламаде 6-3, 2-6, 6-2                                 | Седа Норландер                    |
| 11 июня | Открытый чемпионат Ташкента Ташкент, Узбекистан 4-я категория $140,000 — Хард — 32S/32Q/16D Турнир 2001                                                        | Патриция Вартуш Петра Мандула 6-1, 6-4                      | Татьяна Перебийнис Татьяна Пучек  |
| 18 июня | Britannic Asset Management International Championships Истборн, Великобритания 2-я категория $565,000 — Трава — 28S/32Q/16D Турнир 2001                        | Линдсей Дэвенпорт 6-2, 6-0                                  | Маги Серна                        |
| 18 июня | Britannic Asset Management International Championships Истборн, Великобритания 2-я категория $565,000 — Трава — 28S/32Q/16D Турнир 2001                        | Лиза Реймонд Ренне Стаббс 6-2, 6-2                          | Кара Блэк Елена Лиховцева         |
| 18 июня | Чемпионат Росмалена Хертогенбос, Нидерланды 3-я категория $170,000 — Трава — 30S/16D Турнир 2001                                                               | Жюстин Энен 6-4, 3-6, 6-3                                   | Ким Клейстерс                     |
| 18 июня | Чемпионат Росмалена Хертогенбос, Нидерланды 3-я категория $170,000 — Трава — 30S/16D Турнир 2001                                                               | Руксандра Драгомир-Илие Надежда Петрова 7-6(5), 6-7(5), 6-4 | Ким Клейстерс Мириам Ореманс      |
| 24 июня | Уимблдонский турнир Уимблдон, Великобритания Турнир Большого шлема $4,545,319 — Трава — 128S/96Q/64D/32X Одиночный турнир — Парный турнир Турнир смешанных пар | Винус Уильямс 6-1, 3-6, 6-0                                 | Жюстин Энен                       |
| 24 июня | Уимблдонский турнир Уимблдон, Великобритания Турнир Большого шлема $4,545,319 — Трава — 128S/96Q/64D/32X Одиночный турнир — Парный турнир Турнир смешанных пар | Лиза Реймонд Ренне Стаббс 6-4, 6-3                          | Ким Клейстерс Ай Сугияма          |
| 24 июня | Уимблдонский турнир Уимблдон, Великобритания Турнир Большого шлема $4,545,319 — Трава — 128S/96Q/64D/32X Одиночный турнир — Парный турнир Турнир смешанных пар | Леош Фридль Даниэла Гантухова 4-6, 6-3, 6-2                 | Майк Брайан Лизель Хубер          |

### Июль
| Неделя  | Турнир | Чемпионки (Счёт финала)                                        | Финалистки                                         |
| ------- | --- | -------------------------------------------------------------- | -------------------------------------------------- |
| 9 июля  | Открытый чемпионат Австрии Вена, Австрия 3-я категория $300,000 — Грунт — 30S/32Q/16D Турнир 2001                                    | Ирода Туляганова 6-3, 6-2                                      | Патти Шнидер                                       |
| 9 июля  | Открытый чемпионат Австрии Вена, Австрия 3-я категория $300,000 — Грунт — 30S/32Q/16D Турнир 2001                                    | Паола Суарес Патрисия Тарабини 6-4, 6-2                        | Ленка Немечкова Ванесса Хенке                      |
| 9 июля  | Международный теннисный турнир в Палермо Палермо, Италия 5-я категория $110,000 — Грунт — 32S/28Q/16D Турнир 2001                    | Анабель Медина Гарригес 6-4, 6-4                               | Кристина Торренс Валеро                            |
| 9 июля  | Международный теннисный турнир в Палермо Палермо, Италия 5-я категория $110,000 — Грунт — 32S/28Q/16D Турнир 2001                    | Татьяна Гарбин Жанетта Гусарова 4-6, 6-2, 6-4                  | Мария Хосе Мартинес Санчес Анабель Медина Гарригес |
| 16 июля | Sanex Trophy Кнокке-Хейст, Бельгия 4-я категория $150,000 — Грунт — 32S/32Q/16D Турнир 2001                                          | Ирода Туляганова 6-2, 6-3                                      | Гала Леон Гарсия                                   |
| 16 июля | Sanex Trophy Кнокке-Хейст, Бельгия 4-я категория $150,000 — Грунт — 32S/32Q/16D Турнир 2001                                          | Вирхиния Руано Паскуаль Маги Серна 6-4, 6-3                    | Руксандра Драгомир-Илие Андрея Эхритт-Ванк         |
| 16 июля | Кубок Федерации 2001. 2-й раунд Виттель, Франция, Хард Гамбург, Германия, Грунт Братислава, Словакия, Грунт Сидней, Австралия, Трава | Победители Франция 4-1 Аргентина 4-1 Россия 3-2 Австралия 4-1  | Проигравшие Италия Германия Словакия Швейцария     |
| 23 июля | Гран-при Лаллы Мерьем Касабланка, Марокко 5-я категория $110,000 — Грунт — 32S/26Q/16D Турнир 2001                                   | Жофия Губачи 1-6, 6-3, 7-6(5)                                  | Мария Елена Камерин                                |
| 23 июля | Гран-при Лаллы Мерьем Касабланка, Марокко 5-я категория $110,000 — Грунт — 32S/26Q/16D Турнир 2001                                   | Любомира Бачева Оса Карлссон 6-3, 6-7(4), 6-1                  | Мария Хосе Мартинес Санчес Мария Эмилия Салерни    |
| 23 июля | Idea Prokom Open Сопот, Польша 3-я категория $170,000 — Грунт — 30S/32Q/16D Турнир 2001                                              | Кристина Торренс Валеро 6-2, 6-2                               | Гала Леон Гарсия                                   |
| 23 июля | Idea Prokom Open Сопот, Польша 3-я категория $170,000 — Грунт — 30S/32Q/16D Турнир 2001                                              | Йоаннетта Крюгер Франческа Скьявоне 6-4, 6-0                   | Юлия Бейгельзимер Анастасия Родионова              |
| 23 июля | Bank of the West Classic Станфорд, США 2-я категория $565,000 — Хард — 28S/32Q/16D Турнир 2001                                       | Ким Клейстерс 6-4, 6-7(5), 6-1                                 | Линдсей Дэвенпорт                                  |
| 23 июля | Bank of the West Classic Станфорд, США 2-я категория $565,000 — Хард — 28S/32Q/16D Турнир 2001                                       | Джанет Ли Винна Пракуся 3-6, 6-3, 6-3                          | Николь Арендт Каролина Вис                         |
| 30 июля | PreCon Open Базель, Швейцария 4-я категория $140,000 — Грунт — 32S/32Q/16D Турнир 2001                                               | Адриана Герши 6-4, 6-1                                         | Мари-Гаянэ Микаэлян                                |
| 30 июля | PreCon Open Базель, Швейцария 4-я категория $140,000 — Грунт — 32S/32Q/16D Турнир 2001                                               | Мария Хосе Мартинес Санчес Анабель Медина Гарригес 7-6(5), 6-2 | Йоанетта Крюгер Марта Марреро                      |
| 30 июля | Acura Classic Сан-Диего, США 2-я категория $750,000 — Хард — 56S/16Q/16D Турнир 2001                                                 | Винус Уильямс 6-2, 6-3                                         | Моника Селеш                                       |
| 30 июля | Acura Classic Сан-Диего, США 2-я категория $750,000 — Хард — 56S/16Q/16D Турнир 2001                                                 | Кара Блэк Елена Лиховцева 6-4, 1-6, 6-4                        | Анна Курникова Мартина Хингис                      |

### Август
| Неделя     | Турнир | Чемпионки (Счёт финала)                     | Финалистки                        |
| ---------- | --- | ------------------------------------------- | --------------------------------- |
| 6 августа  | Estyle.com Classic Лос-Анджелес, США 2-я категория $565,000 — Хард — 56S/16Q/16D Турнир 2001                                                          | Линдсей Дэвенпорт 6-3, 7-5                  | Моника Селеш                      |
| 6 августа  | Estyle.com Classic Лос-Анджелес, США 2-я категория $565,000 — Хард — 56S/16Q/16D Турнир 2001                                                          | Кимберли По-Мессерли Натали Тозья 6-3, 7-5  | Николь Арендт Каролина Вис        |
| 13 августа | Rogers Cup Торонто, Канада 1-я категория $1,200,000 — Хард — 56S/32Q/28D Одиночный турнир — Парный турнир                                             | Серена Уильямс 6-1, 6-7(7), 6-3             | Дженнифер Каприати                |
| 13 августа | Rogers Cup Торонто, Канада 1-я категория $1,200,000 — Хард — 56S/32Q/28D Одиночный турнир — Парный турнир                                             | Кимберли По-Мессерли Николь Пратт 6-3, 6-1  | Тина Крижан Катарина Среботник    |
| 20 августа | Pilot Pen Tennis Нью-Хэйвен, США 2-я категория $565,000 — Хард — 28S/32Q/16D Турнир 2001                                                              | Винус Уильямс 7-6(6), 6-4                   | Линдсей Дэвенпорт                 |
| 20 августа | Pilot Pen Tennis Нью-Хэйвен, США 2-я категория $565,000 — Хард — 28S/32Q/16D Турнир 2001                                                              | Кара Блэк Елена Лиховцева 6-0, 3-6, 6-2     | Елена Докич Надежда Петрова       |
| 27 августа | Открытый чемпионат США Нью-Йорк, США Турнир Большого шлема $6,628,000 — Хард — 128S/96Q/64D/32X Одиночный турнир — Парный турнир Турнир смешанных пар | Винус Уильямс 6-2, 6-4                      | Серена Уильямс                    |
| 27 августа | Открытый чемпионат США Нью-Йорк, США Турнир Большого шлема $6,628,000 — Хард — 128S/96Q/64D/32X Одиночный турнир — Парный турнир Турнир смешанных пар | Лиза Реймонд Ренне Стаббс 6-2, 5-7, 7-5     | Кимберли По-Мессерли Натали Тозья |
| 27 августа | Открытый чемпионат США Нью-Йорк, США Турнир Большого шлема $6,628,000 — Хард — 128S/96Q/64D/32X Одиночный турнир — Парный турнир Турнир смешанных пар | Тодд Вудбридж Ренне Стаббс 6-4, 5-7, 7-6(9) | Леандер Паес Лиза Реймонд         |

### Сентябрь
| Неделя      | Турнир | Чемпионки (Счёт финала)                             | Финалистки                       |
| ----------- | --- | --------------------------------------------------- | -------------------------------- |
| 10 сентября | Big Island Championships Ваиколоа-Виллидж, США 4-я категория $140,000 — Хард — 32S/19Q/16D Турнир 2001        | Сандрин Тестю 6-3, 2-0 — отказ                      | Жюстин Энен                      |
| 10 сентября | Big Island Championships Ваиколоа-Виллидж, США 4-я категория $140,000 — Хард — 32S/19Q/16D Турнир 2001        | Тина Крижан Катарина Среботник 6-2, 6-3             | Элс Калленс Николь Пратт         |
| 10 сентября | Открытый чемпионат Бразилии Коста-ду-Сауипе, Бразилия 2-я категория $625,000 — Хард — 28S/32Q/16D Турнир 2001 | Моника Селеш 6-3, 6-3                               | Елена Докич                      |
| 10 сентября | Открытый чемпионат Бразилии Коста-ду-Сауипе, Бразилия 2-я категория $625,000 — Хард — 28S/32Q/16D Турнир 2001 | Аманда Кётцер Лори Макнил 6-7(8), 6-2, 6-4          | Николь Арендт Патрисия Тарабини  |
| 17 сентября | Bell Challenge Квебек, Канада 3-я категория $170,000 — Ковёр (зал) — 30S/32Q/16D Турнир 2001                  | Меган Шонесси 6-1, 6-3                              | Ива Майоли                       |
| 17 сентября | Bell Challenge Квебек, Канада 3-я категория $170,000 — Ковёр (зал) — 30S/32Q/16D Турнир 2001                  | Саманта Ривз Адриана Серра-Дзанетти 7-5, 4-6, 6-3   | Алена Вашкова Клара Коукалова    |
| 17 сентября | Toyota Princess Cup Токио, Япония 2-я категория $565,000 — Хард — 28S/32Q/16D Турнир 2001                     | Елена Докич 6-4, 6-2                                | Аранча Санчес Викарио            |
| 17 сентября | Toyota Princess Cup Токио, Япония 2-я категория $565,000 — Хард — 28S/32Q/16D Турнир 2001                     | Кара Блэк Лизель Хубер 6-1, 6-3                     | Ким Клейстерс Ай Сугияма         |
| 24 сентября | Wismilak International Бали, Индонезия 3-я категория $170,000 — Хард — 30S/26Q/16D Турнир 2001                | Анжелик Виджайя 7-6(2), 7-6(4)                      | Йоаннетта Крюгер                 |
| 24 сентября | Wismilak International Бали, Индонезия 3-я категория $170,000 — Хард — 30S/26Q/16D Турнир 2001                | Эви Доминикович Тамарин Танасугарн 6-7(4), 6-2, 6-3 | Джанет Ли Винна Пракуся          |
| 24 сентября | Кубок Лейпцига Лейпциг, Германия 2-я категория $565,000 — Хард (зал) — 28S/32Q/16D Турнир 2001                | Ким Клейстерс 6-1, 6-1                              | Магдалена Малеева                |
| 24 сентября | Кубок Лейпцига Лейпциг, Германия 2-я категория $565,000 — Хард (зал) — 28S/32Q/16D Турнир 2001                | Елена Лиховцева Натали Тозья 6-4, 6-2               | Квета Грдличкова Барбара Риттнер |

### Октябрь
| Неделя     | Турнир | Чемпионки (Счёт финала)                         | Финалистки                         |
| ---------- | --- | ----------------------------------------------- | ---------------------------------- |
| 1 октября  | Кубок Кремля Москва, Россия 1-я категория $1,185,000 — Хард (зал) — 28S/32Q/16D Одиночный турнир — Парный турнир                | Елена Докич 6-3, 6-3                            | Елена Дементьева                   |
| 1 октября  | Кубок Кремля Москва, Россия 1-я категория $1,185,000 — Хард (зал) — 28S/32Q/16D Одиночный турнир — Парный турнир                | Анна Курникова Мартина Хингис 7-6(1), 6-3       | Елена Дементьева Лина Красноруцкая |
| 1 октября  | Открытый чемпионат Японии Токио, Япония 3-я категория $170,000 — Хард — 30S/32Q/16D Турнир 2001                                 | Моника Селеш 6-3, 6-2                           | Тамарин Танасугарн                 |
| 1 октября  | Открытый чемпионат Японии Токио, Япония 3-я категория $170,000 — Хард — 30S/32Q/16D Турнир 2001                                 | Рэйчел Маккуиллан Лизель Хубер 6-2, 6-0         | Джанет Ли Винна Пракуся            |
| 8 октября  | Porsche Tennis Grand Prix Фильдерштадт, Германия 2-я категория $565,000 — Хард (зал) — 28S/32Q/16D Турнир 2001                  | Линдсей Дэвенпорт 7-5, 6-4                      | Жюстин Энен                        |
| 8 октября  | Porsche Tennis Grand Prix Фильдерштадт, Германия 2-я категория $565,000 — Хард (зал) — 28S/32Q/16D Турнир 2001                  | Линдсей Дэвенпорт Лиза Реймонд 6-4, 6-7(4), 7-5 | Меган Шонесси Жюстин Энен          |
| 8 октября  | Kiwi Open Шанхай, Китай 4-я категория $140,000 — Хард — 32S/30Q/16D Турнир 2001                                                 | Моника Селеш 6-2, 6-3                           | Николь Пратт                       |
| 8 октября  | Kiwi Open Шанхай, Китай 4-я категория $140,000 — Хард — 32S/30Q/16D Турнир 2001                                                 | Ленка Немечкова Лизель Хубер 6-0, 7-5           | Эви Доминикович Тамарин Танасугарн |
| 15 октября | Eurotel Slovak Indoors Братислава, Словакия 5-я категория $110,000 — Хард (зал) — 32S/32Q/16D Турнир 2001                       | Рита Гранде 6-1, 6-1                            | Мартина Суха                       |
| 15 октября | Eurotel Slovak Indoors Братислава, Словакия 5-я категория $110,000 — Хард (зал) — 32S/32Q/16D Турнир 2001                       | Дая Беданова Елена Бовина 6-3, 6-4              | Натали Деши Мейлен Ту              |
| 15 октября | Открытый чемпионат Цюриха Цюрих, Швейцария 1-я категория $1,185,000 — Хард (зал) — 28S/32Q/16D Одиночный турнир — Парный турнир | Линдсей Дэвенпорт 6-3, 6-1                      | Елена Докич                        |
| 15 октября | Открытый чемпионат Цюриха Цюрих, Швейцария 1-я категория $1,185,000 — Хард (зал) — 28S/32Q/16D Одиночный турнир — Парный турнир | Линдсей Дэвенпорт Лиза Реймонд 6-3, 2-6, 6-2    | Роберта Винчи Сандрин Тестю        |
| 22 октября | Generali Ladies Linz Линц, Австрия 2-я категория $565,000 — Хард (зал) — 28S/32Q/16D Турнир 2001                                | Линдсей Дэвенпорт 6-4, 6-1                      | Елена Докич                        |
| 22 октября | Generali Ladies Linz Линц, Австрия 2-я категория $565,000 — Хард (зал) — 28S/32Q/16D Турнир 2001                                | Елена Докич Надежда Петрова 6-1, 6-4            | Элс Калленс Чанда Рубин            |
| 22 октября | SEAT Open Люксембург, Люксембург 3-я категория $170,000 — Хард (зал) — 30S/32Q/16D Турнир 2001                                  | Ким Клейстерс 6-2, 6-2                          | Лиза Реймонд                       |
| 22 октября | SEAT Open Люксембург, Люксембург 3-я категория $170,000 — Хард (зал) — 30S/32Q/16D Турнир 2001                                  | Елена Бовина Даниэла Гантухова 6-3, 6-3         | Бьянка Ламаде Патти Шнидер         |
| 29 октября | Итоговый чемпионат WTA Мюнхен, Германия Итоговый чемпионат $3,000,000 — Хард — 16S/8D Одиночный турнир — Парный турнир          | Серена Уильямс Без игры                         | Линдсей Дэвенпорт                  |
| 29 октября | Итоговый чемпионат WTA Мюнхен, Германия Итоговый чемпионат $3,000,000 — Хард — 16S/8D Одиночный турнир — Парный турнир          | Лиза Реймонд Ренне Стаббс 7-5, 3-6, 6-3         | Кара Блэк Елена Лиховцева          |

### Ноябрь
| Неделя   | Турнир                                                                                              | Чемпионки (Счёт финала)                     | Финалистки                 |
| -------- | --------------------------------------------------------------------------------------------------- | ------------------------------------------- | -------------------------- |
| 5 ноября | Кубок Федерации 2001. Финал Мадрид, Испания, Грунт                                                  | Бельгия 2-1                                 | Россия                     |
| 5 ноября | Открытый чемпионат Паттайи Паттайя, Таиланд 5-я категория $110,000 — Хард — 32S/25Q/16D Турнир 2001 | Патти Шнидер 6-0, 6-4                       | Генриета Надьова           |
| 5 ноября | Открытый чемпионат Паттайи Паттайя, Таиланд 5-я категория $110,000 — Хард — 32S/25Q/16D Турнир 2001 | Оса Карлссон Ирода Туляганова 4-6, 6-3, 6-3 | Винна Пракуся Лизель Хубер |

## Рейтинг WTA

### Одиночный рейтинг
| Рейтинг WTA 2001 года | Рейтинг WTA 2001 года | Рейтинг WTA 2001 года | Рейтинг WTA 2001 года | Рейтинг WTA 2001 года |
| #                     | Теннисистка           | Очки                  | 2000                  | +/-                   |
| --------------------- | --------------------- | --------------------- | --------------------- | --------------------- |
| 1                     | Линдсей Дэвенпорт     | 4902                  | 2                     | ▲ 1                   |
| 2                     | Дженнифер Каприати    | 4892                  | 12                    | ▲ 10                  |
| 3                     | Винус Уильямс         | 4128                  | 3                     | ▬                     |
| 4                     | Мартина Хингис        | 3944                  | 1                     | ▼ 3                   |
| 5                     | Ким Клейстерс         | 3265                  | 18                    | ▲ 13                  |
| 6                     | Серена Уильямс        | 3004                  | 6                     | ▬                     |
| 7                     | Жюстин Энен-Арденн    | 2989                  | 48                    | ▲ 41                  |
| 8                     | Елена Докич           | 2787                  | 26                    | ▲ 18                  |
| 9                     | Амели Моресмо         | 2765                  | 16                    | ▲ 7                   |
| 10                    | Моника Селеш          | 2306                  | 4                     | ▼ 6                   |
| 11                    | Сандрин Тестю         | 2056                  | 17                    | ▲ 6                   |
| 12                    | Меганн Шонесси        | 1833                  | 39                    | ▲ 27                  |
| 13                    | Натали Тозья          | 1754                  | 10                    | ▼ 3                   |
| 14                    | Сильвия Фарина-Элия   | 1738                  | 63                    | ▲ 49                  |
| 15                    | Елена Дементьева      | 1576                  | 11                    | ▼ 4                   |
| 16                    | Магдалена Малеева     | 1571                  | 22                    | ▲ 6                   |
| 17                    | Аранча Санчес Викарио | 1548                  | 8                     | ▼ 9                   |
| 18                    | Анке Хубер            | 1444                  | 19                    | ▲ 1                   |
| 19                    | Аманда Кётцер         | 1426                  | 12                    | ▼ 7                   |
| 20                    | Ирода Туляганова      | 1295                  | 75                    | ▲ 55                  |

### Парный рейтинг (Игроки)
| Рейтинг WTA 2001 года | Рейтинг WTA 2001 года   | Рейтинг WTA 2001 года | Рейтинг WTA 2001 года | Рейтинг WTA 2001 года |
| #                     | Теннисистка             | Очки                  | 2000                  | +/-                   |
| --------------------- | ----------------------- | --------------------- | --------------------- | --------------------- |
| 1                     | Лиза Реймонд            | 4098                  | 5                     | ▲ 4                   |
| 2                     | Ренне Стаббс            | 3712                  | 5                     | ▲ 3                   |
| 3                     | Кара Блэк               | 2614                  | 14                    | ▲ 5                   |
| 4                     | Елена Лиховцева         | 2605                  | 18                    | ▲ 14                  |
| 5                     | Натали Тозья            | 2535                  | 9                     | ▲ 4                   |
| 6                     | Паола Суарес            | 2512                  | 7                     | ▲ 1                   |
| 7                     | Кимберли По-Мессерли    | 2364                  | 20                    | ▲ 13                  |
| 8                     | Вирхиния Руано Паскуаль | 2344                  | 10                    | ▲ 2                   |
| 9                     | Ай Сугияма              | 2018                  | 1                     | ▼ 8                   |
| 10                    | Николь Арендт           | 1796                  | 11                    | ▲ 1                   |
| 11                    | Аранча Санчес Викарио   | 1790                  | 16                    | ▲ 5                   |
| 12                    | Елена Докич             | 1710                  | 50                    | ▲ 38                  |
| 13                    | Сандрин Тестю           | 1578                  | 22                    | ▲ 9                   |
| 14                    | Меган Шонесси           | 1476                  | 35                    | ▲ 21                  |
| 15                    | Ким Клейстерс           | 1357                  | 47                    | ▲ 32                  |
| 16                    | Элс Калленс             | 1335                  | 15                    | ▼ 1                   |
| 17                    | Аманда Кётцер           | 1312                  | 26                    | ▲ 9                   |
| 18                    | Барбара Шетт            | 1293                  | 13                    | ▼ 5                   |
| 19                    | Кончита Мартинес        | 1265                  | 27                    | ▲ 8                   |
| 20                    | Катарина Среботник      | 1256                  | 34                    | ▲ 14                  |